# Invasion of Privacy
Invasion of Privacy là album phòng thu đầu tiên của rapper người Mỹ, Cardi B, phát hành ngày 5 tháng 4 năm 2018 dưới nhãn đĩa Atlantic Records. Album chủ yếu là các ca khúc hip hop, bên cạnh đó còn có nhạc trap và Latin. Các nghệ sĩ khách mời góp mặt trong album này bao gồm: Migos, Chance the Rapper, Kehlani, SZA, 21 Savage, J Balvin, Bad Bunny và YG.

## Bảng xếp hạng
| Bảng xếp hạng (2018)                     | Vị trí cao nhất |
| ---------------------------------------- | --------------- |
| Album Úc (ARIA)                          | 5               |
| Album Áo (Ö3 Austria)                    | 21              |
| Album Bỉ (Ultratop Vlaanderen)           | 10              |
| Album Bỉ (Ultratop Wallonie)             | 43              |
| Album Canada (Billboard)                 | 1               |
| Album Đan Mạch (Hitlisten)               | 6               |
| Album Hà Lan (Album Top 100)             | 7               |
| Album Phần Lan (Suomen virallinen lista) | 9               |
| Album Pháp (SNEP)                        | 113             |
| Album Đức (Offizielle Top 100)           | 39              |
| Album Ireland (IRMA)                     | 2               |
| Album Ý (FIMI)                           | 37              |
| New Zealand Albums (RMNZ)                | 2               |
| Album Na Uy (VG-lista)                   | 4               |
| Album Scotland (OCC)                     | 18              |
| Slovak Albums (ČNS IFPI)                 | 41              |
| Album Thụy Điển (Sverigetopplistan)      | 7               |
| Album Thụy Sĩ (Schweizer Hitparade)      | 20              |
| Album Anh Quốc (OCC)                     | 5               |
| Album Anh Quốc R&B (OCC)                 | 2               |
| Album Hoa Kỳ Billboard 200               | 1               |
| Album Hoa Kỳ Top R&B/Hip-Hop (Billboard) | 1               |

## Chứng nhận
| Quốc gia                                                                                              | Chứng nhận | Số đơn vị/doanh số chứng nhận |
| --- | ---------- | ----------------------------- |
| Canada (Music Canada)                                                                                 | Bạch kim   | 80.000‡                       |
| New Zealand (RMNZ)                                                                                    | Vàng       | 7.500‡                        |
| Anh Quốc (BPI)                                                                                        | Bạc        | 60.000‡                       |
| Hoa Kỳ (RIAA)                                                                                         | Bạch kim   | 1.000.000‡                    |
| ^ Chứng nhận dựa theo doanh số nhập hàng. ‡ Chứng nhận dựa theo doanh số tiêu thụ và phát trực tuyến. |            |                               |

## Tracklist album
| STT              | Tên bài hát                                 | Sản xuất và thu âm | Thời lượng |
| ---------------- | ------------------------------------------- | --- | ---------- |
| 1                | I Like It (hợp tác với J Balvin, Bad Bunny) | Cardi B, Bad Bunny, J Balvin, J. White Did It, Tainy, Craig Kallman, Evan LaRay, Invincible, Nick Seeley, Colin Leonard, Juan Chaves, Michael Romero, Sarah Sellers, Andrew Tinker, Holly Seeley, Leslie Brathwaite | 4: 13      |
| 2                | Be Careful                                  | Cardi B, Jordan Thorpe, Boi-1da, Vinylz, and Frank Dukes | 3: 30      |
| 3                | Bartier Cardi (ft. 21 Savage)               | Cardi B, 21 Savage, 30 Roc and Cheeze Beatz | 3: 44      |
| 4                | Bodak Yellow                                | Cardi B, J. White Did It, Laquan Green, Klenord Raphael, Jordan Thorpe | 3: 43      |
| 5                | Ring (ft. Kehlani)                          | Cardi B, Desmond Dennis, Jordan Thorpe, Kehlani, Nija Charles, Needlz and Scribz Riley | 2: 57      |
| 6                | Best Life (ft. Chance the Rapper)           | Cardi B, Chance the Rapper, Jordan Thorpe, Boi-1da, Allen Ritter | 4: 44      |
| 7                | She Bad                                     | Cardi B, Jordan Thorpe, YG, Mustard and DJ Official | 3: 50      |
| 8                | Thru Your Phone                             | Cardi B, Jordan Thorpe, Justin Tranter, Alexandra Tamposi, Benny Blanco and Andrew Wotman, Louis Bell | 3: 08      |
| 9                | Money Bag                                   | Cardi B, Jordan Thorpe, Klenord Raphael, Laquan Green and J. White Did It | 3: 49      |
| 10               | Drip                                        | Cardi B, Quavo, Takeoff, Offset, Joshua Cross, Cassius Jay, Nonstop Da Hitman | 4: 23      |
| 11               | I Do (ft. SZA)                              | Cardi B, Klenord Raphael, Tim and Kevin Gormringer, SZA, Jordan Thorpe, Nija Charles, Murda Beatz, Cubeatz | 3: 20      |
| 12               | Get Up 10                                   | Cardi B, Jordan Thorpe, The Beat Bully, DJ SwanQo, Sean Allen, Meek Mill, Maurice Jordan and Jermaine Preyan | 3: 51      |
| 13               | Bickenhead                                  | Cardi B, Jordan Thorpe, Ayo, Keyz, Nes, Juicy J, DJ Paul and Todd Shaw | 3: 01      |
| Tổng thời lượng: | Tổng thời lượng:                            | Tổng thời lượng: | 45: 33     |